# A 027-029
Az A 027-029 sorozat az Ózdi Kohászati Üzemek részére szállított, nem villamosított pályákra szánt adháziós és fogaskerekű üzemre is képes dízel-hidraulikus mozdony sorozat volt. Három darab szolgált Magyarországon.

## Története
Az ózdi fogasléces pályaszakaszokra a fogaskerekű gőzmozdonyok kiváltására 1964-ben kettő (A 027, A 028), majd 1967-ben még egy (A 029) dízel-hidraulikus fogaskerekű mozdonyt vásároltak Ausztriából. A mozdonyok feladata volt a keletkező folyékony kohósalaknak a salakhányóra történő szállítása. A mozdonyok a fogaspályán felfelé 12–15 km/h, lefelé 5 km/h sebességgel közlekedtek és a 105‰-es pályán 160 tonna terhelést biztonságosan meg tudtak tartani. A mozdonyok üzemszerű terhelése a pályán felfelé 80 tonna, lefelé - a teher külön fékezése mellett - 120 tonna volt.

## Működés
A mozdonyt adhéziós és fogaskerekű hajtásrendszerrel is felszerelték. Az adhéziós hajtásrendszer hidraulikus hajtóműből, az irányváltóval egybeépített vakforgattyús hajtóműből és rudazatos tengelyhajtásból állt. A fogaskerekű hajtásrendszer hidraulikus hajtóműből és rudazatos tengelyhajtásból állt. A két hidraulikus hajtómű egy egységben volt. A mozdony összesen 856 kW teljesítményéből 612 kW az adhéziós üzem, 233 kW  a fogaskerekű üzem rendelkezésére állt. A mozdony vezérlése elektro-pneumatikus volt. Adhéziós üzemben önműködő és nem önműködő légfékberendezéssel, valamint kézifékkel szerelt, fogaskerekű üzemben ezek a fékberendezések kiegészültek a hidrodinamikus fékkel, amivel a legnagyobb vonóerővel azonos mértékű fékerő volt kifejthető.